# Thomas Rathgeber
Thomas Rathgeber (* 30. April 1985 in Kempten (Allgäu)) ist ein deutscher Fußballspieler, der für den FC Kempten spielt.

## Karriere
Rathgeber begann seine Karriere beim SV Heiligkreuz, von wo aus er in die Jugendabteilung des SSV Ulm 1846 wechselte. 2004 ging er zum FC Kempten, mit dem er in der Saison 2004/05 von der Landesliga in die Bayernliga aufstieg, wozu Rathgeber 13 Tore beisteuern konnte. Im ersten Halbjahr der Bayernliga-Saison schoss er in 18 Spielen neun Tore und wurde aufgrund dieser Leistungen unter anderem vom FC Bayern München, von Arminia Bielefeld und vom VfL Bochum umworben. Er entschied sich für den VfL Bochum, da Uwe Wegmann, sein Trainer in Kempten, noch Kontakte aus eigenen Spielerzeiten zum VfL hatte. In der Winterpause 2005/06 wurde der Wechsel zum damaligen Zweitligisten perfekt.
In der Rückrunde kam Rathgeber zu sechs Einsätzen in der 2. Bundesliga und stieg mit dem VfL in die 1. Bundesliga auf. Hier kam er jedoch nur zu einem zehnminütigen Kurzeinsatz gegen Alemannia Aachen und wurde in der Winterpause der Saison 2006/07 für ein halbes Jahr zum Zweitligisten SpVgg Unterhaching ausgeliehen. Für Unterhaching erzielte er gegen FC Carl Zeiss Jena seinen ersten Treffer im Profifußball.
Nach dem Abstieg der SpVgg in die Regionalliga lieh ihn der VfL Bochum erneut für eine Saison nach Unterhaching aus. Rathgeber erzielte in der Regionalliga-Saison 2007/08 sieben Tore und bildete zusammen mit Robert Lechleiter eines der besten Sturmduos der Liga. Nach der Qualifikation für die 3. Liga wurde Rathgeber im Juli 2008 fest von der SpVgg Unterhaching verpflichtet. Am 31. März 2009 erzielte er in der Partie gegen Kickers Emden einen Hattrick (3., 15. und 30. Minute). Unterhaching gewann das Spiel mit 4:0. Im Verlaufe der Saison 2009/10 erzielte Rathgeber zehn Tore, davon neun in der Rückrunde. Dies war bislang seine nach Toren erfolgreichste Saison im Profifußball.
Im Sommer 2010 wechselte Rathgeber zum Ligakonkurrenten Kickers Offenbach, für die er am 23. Juli 2010 unter Trainer Wolfgang Wolf sein Debüt gab; am ersten Spieltag der Saison 2010/11 wurde er im Spiel gegen den 1. FC Saarbrücken in der 61. Spielminute für Mirnes Mešić eingewechselt. Insgesamt absolvierte er in seiner ersten Saison für die Kickers 30 Spiele in der 3. Liga und erzielte dabei acht Tore, ehe bei ihm im April 2011 ein Knorpelschaden im Knie festgestellt wurde. Daraufhin fiel er über zehn Monate lang aus und gab erst bei der 2:0-Auswärtsniederlage gegen seinen Ex-Verein SpVgg Unterhaching am 7. März 2012 sein Comeback.
Am 13. Juni 2013 unterschrieb Rathgeber einen Zweijahresvertrag beim Drittligisten 1. FC Saarbrücken. Nach dem Abstieg des 1. FC Saarbrücken im Sommer 2014 war Rathgeber zunächst vereinslos und unterschrieb im Januar 2015 einen Vertrag beim FC Schalke 04, mit dessen zweiter Mannschaft er in der Regionalliga West spielte. Im Sommer 2016 wechselte Rathgeber von den Amateuren des FC Schalke zum Regionalligaaufsteiger SSV Ulm 1846. Dort wurde er Stammspieler und in den folgenden beiden Spielzeiten mit elf bzw. zwölf Toren jeweils der beste Torschütze seiner Mannschaft. In seiner dritten Saison 2018/19 verlor er seinen Stammplatz und kam nur noch zu 13 Einsätzen (zwei Tore) in der Liga, meist nach Einwechslung. Im Sommer 2019 verließ er daraufhin den Verein und kehrte zum FC Kempten in der sechstklassigen Landesliga zurück, wo er Spieler und gleichzeitig Co-Trainer wurde.